# 샤니
샤니(산스크리트어: शनि) 또는 샤나이스차라(산스크리트어: शनैश्चर, IAST: Śanaiścara)는 힌두교에서 토성의 신성한 의인화이며, 힌두 점성술에서 아홉 천체(나바그라하) 중 하나이다. 샤니는 또한 푸라나에 나오는 남성 힌두교의 신이며, 그의 도상학은 검은색 피부를 가진 인물이 검이나 단다(왕홀)를 들고 물소 또는 때때로 까마귀 위에 앉아있는 모습으로 구성된다. 그는 업, 정의, 시간, 징벌의 신이며, 사람의 생각, 말, 행동에 따라 결과를 가져온다. 샤니는 장수, 비참함, 슬픔, 노년, 규율, 제약, 책임, 지연, 야망, 리더십, 권위, 겸손, 성실성, 경험에서 비롯된 지혜를 통제한다. 그는 또한 영적 금욕주의, 참회, 규율, 양심적인 작업을 상징한다. 그는 두 명의 배우자를 가지고 있는데, 사파이어 보석의 의인화인 닐라와 간다르바 공주인 만다이다.

## 행성
행성으로서의 샤니는 산스크리트어로 된 다양한 힌두 점성술 문헌에 등장하는데, 예를 들어 5세기 아리아바타의 아리아바티야, 6세기 라타데바의 로마카와 바라하미히라의 판차 싯단티카, 7세기 브라마굽타의 칸다카댜카, 8세기 랄라의 시샤디브리디다 등이 있으며, 이 문헌들에서는 샤니를 아라, 코나, 크로다와 같은 여러 이름으로 언급한다. 이 문헌들은 샤니를 행성 중 하나로 제시하며 해당 행성 운동의 특징을 추정한다. 5세기에서 10세기 사이로 추정되는 수리야 싯단타와 같은 다른 문헌들은 다양한 행성에 대한 장을 신들과 연결된 신성한 지식으로 제시한다.
이러한 문헌들의 사본은 약간씩 다른 버전을 가지고 있으며, 이는 문헌들이 시간이 지남에 따라 개방되고 수정되었음을 시사한다. 버전들은 샤니의 공전, 원일점, 주전원, 교점 경도, 궤도 경사 및 기타 매개변수 측정에서 일치하지 않는다. 예를 들어, 칸다카댜카와 바라하의 수리야 싯단타 모두 샤니가 4,320,000 지구년마다 자체 축을 기준으로 146,564회 공전하고, 원일점의 주전원이 60도이며, 499년에 원일점(원일점)이 240도였다고 명시한다. 반면 수리야 싯단타의 또 다른 사본은 공전 횟수를 146,568회로, 원일점을 236도 37분으로, 주전원을 약 49도로 수정한다.
서기 1천년의 힌두 학자들은 샤니를 포함한 각 행성의 항성 공전 시간을 천문학적 연구를 통해 추정했는데, 결과는 약간씩 다르다:
| 출처                        | 항성 공전당 추정 시간       |
| 수리야 싯단타               | 10,765일 18시간 33분 13.6초 |
| 싯단타 시로마니             | 10,765일 19시간 33분 56.5초 |
| 클라우디오스 프톨레마이오스 | 10,758일 17시간 48분 14.9초 |
| 20세기 계산                 | 10,759일 5시간 16분 32.2초  |

## 도상학

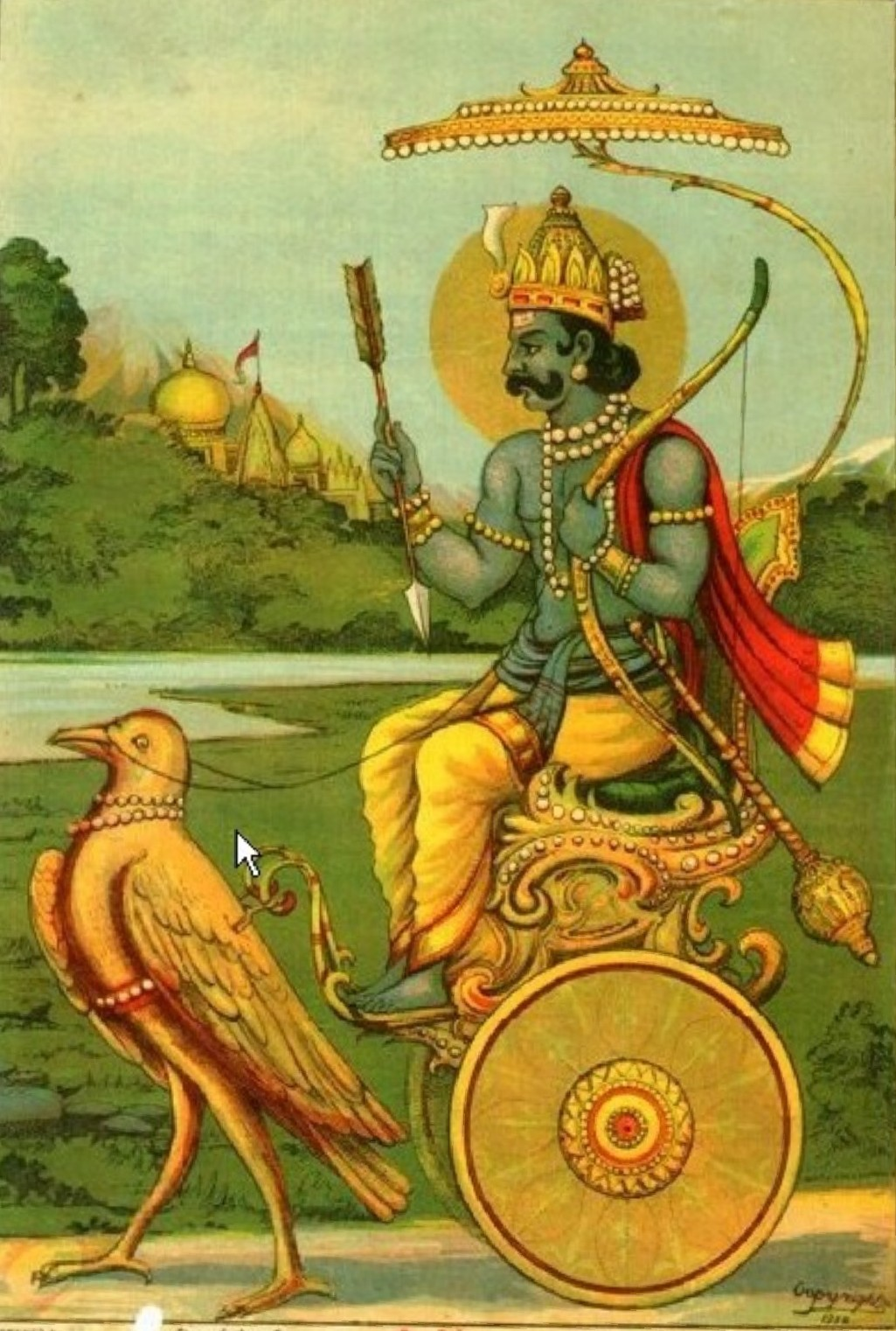
라자 라비 바르마의 샤니

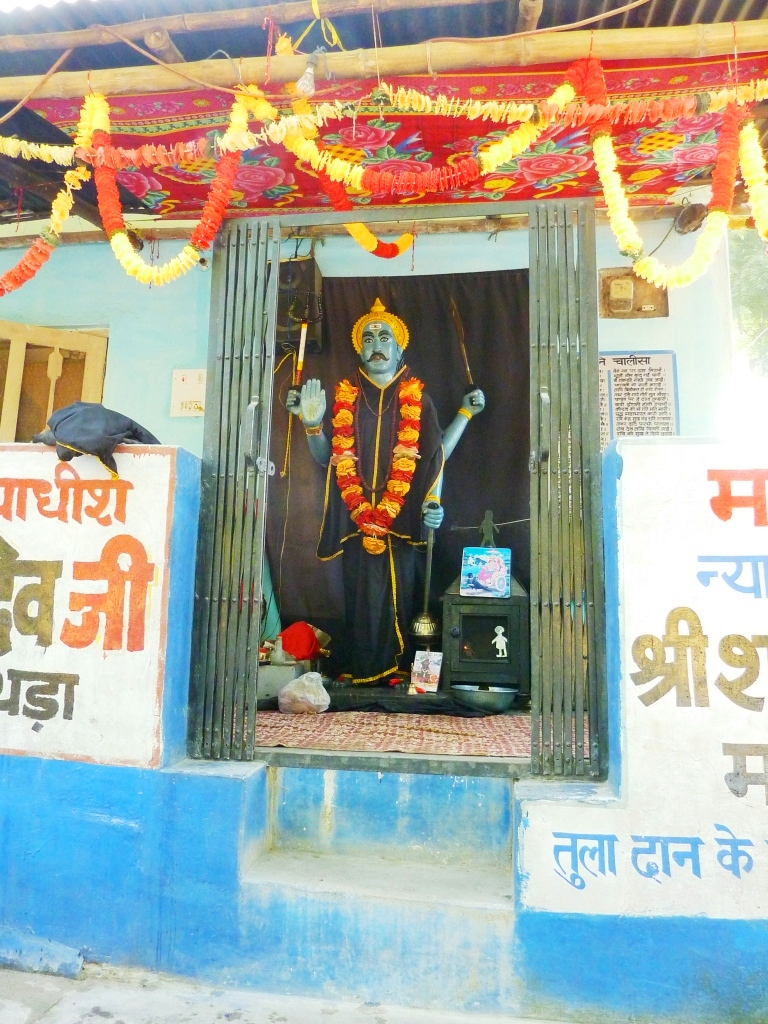
2010년 다람살라와 찬디가르 사이의 샤니 길가 신사

샤니는 파란색 또는 검은색 옷을 입고 검은 피부를 가졌으며 독수리나 여덟 마리 말이 끄는 철제 전차를 타고 있는 모습으로 묘사된다. 그는 손에 활, 화살, 도끼, 삼지창을 들고 있다. 그는 정식으로 그가 가는 곳마다 그를 따르는 큰 까마귀나 독수리를 타고 있는 것으로 묘사된다. 일부 힌두 문헌에서는 그가 말, 뱀, 물소와 같은 다른 동물들을 타는 것으로 묘사되지만, 인도 북동부와 네팔의 불교 문헌에서는 그가 거북이를 타고 있는 모습으로 일관되게 묘사된다.
샤니는 브라흐마 바이바르타 푸라나에서 크리슈나가 "행성들 중에서 샤니"라고 말하는 권위에 따라 크리슈나의 화신으로 여겨진다. 그는 또한 "토성의 주인"을 의미하는 사네스와르라고 불리며, 자신의 행동에 대한 결과를 부여하는 임무를 맡아 힌두 점성술의 신들 중에서 가장 두려운 존재가 되었다. 그는 종종 자신의 삶에 지속적인 혼란을 야기한다고 알려져 있으며, 숭배하면 온순해지는 것으로 알려져 있어 힌두 신화에서 가장 오해받는 신이기도 하다.
샤니는 많은 다른 인도 언어에서 토요일의 이름의 뿌리이다. 현대 힌디어, 오리야어, 텔루구어, 벵골어, 마라티어, 우르두어, 칸나다어 및 구자라트어에서는 토요일을 샤니바르라고 부른다. 타밀어: 사니 키자마이; 말라얄람어: 샤니야자; 태국어: 완 사오 (วันเสาร์).

## 달력
샤니는 힌두 달력에서 한 주를 이루는 7일 중 하나인 샤니바라의 기초이다. 이 날은 주간 명명에 대한 그리스-로마 관습에 따라 토성 다음의 토요일에 해당한다. 샤니는 제약과 불행을 가져오는 가장 불길한 행성으로 여겨진다.
샤니는 힌두 점성술 시스템의 나바그라하의 일부이다. 그것은 영적 금욕주의, 참회, 규율 및 양심적인 작업과 관련된 불길한 것으로 간주된다. 나바그라하의 역할과 중요성은 다양한 영향을 통해 시간이 지남에 따라 발전했다. 행성체를 신격화하고 그들의 점성학적 중요성은 베다 시대 초기에 일어났으며 베다에 기록되었다. 인도에서 기록된 가장 초기의 점성술 작업은 기원전 14세기에 편집되기 시작한 베단가 조티샤이다. 그것은 아마도 인더스 문명과 다양한 외국의 영향을 기반으로 했을 것이다.
나바그라하는 초기 점성술 연구에서 시간이 지남에 따라 발전했다. 토성과 다양한 고대의 행성들은 기원전 1000년경 아타르바베다에서 언급되었다. 나바그라하는 조로아스터 달력과 헬레니즘 점성술을 포함한 서아시아의 추가적인 기여에 의해 더욱 발전했다. '야바나의 과학' 또는 야바나자타카는 서크샤트라파 왕 루드라카르만 1세의 통치하에 "야바네스바라"("그리스인의 군주")라는 인도-그리스 왕국에 의해 쓰여졌다. 서기 120년에 쓰여진 야바나자타카는 종종 인도 점성술을 표준화하는 데 기여한 것으로 여겨진다. 나바그라하는 샤카 시대에 사카 또는 스키타이인들과 함께 더욱 발전하고 절정을 이룰 것이다. 또한 사카인들의 기여는 인도 국정력의 기초가 될 것이며, 이는 사카력이라고도 불린다.
힌두력은 달과 태양 주기를 모두 기록하는 태음태양력이다. 나바그라하와 마찬가지로, 그것은 다양한 작업의 연속적인 기여로 발전되었다.
행성 샤니는 힌두 점성술 시스템의 12개 별자리 중 마갈궁과 보병궁 두 별자리를 지배한다. 만약 샤니가 자신의 별자리를 지배한다면, 블루 사파이어로 만든 돌이 박힌 반지를 착용해야 한다고 한다.

## 신
샤니는 중세 시대의 문헌에 나오는 신으로, 불길하고 합당한 자들에게 불행과 상실을 가져다주는 것으로 두려워한다. 그는 또한 그들의 카르마에 따라 가치 있는 사람들에게 은총과 축복을 내릴 수 있다. 중세 힌두 문학에서 그는 주로 수리야와 차야의 아들로 언급되거나, 몇몇 기록에서는 발라라마와 레바티의 아들로 언급된다. 일부 힌두 문헌에 따르면, "피팔" 또는 무화과나무는 샤니의 거처이다(다른 문헌에서는 동일한 나무를 바수데바와 연관시킨다). 그는 또한 의로운 행동에 보상하고 아다르마와 배신과 같은 악의 길을 따르는 사람들을 처벌하는 가장 위대한 스승으로 여겨진다.
샤니데브는 시바 신의 열렬한 헌신자이다.

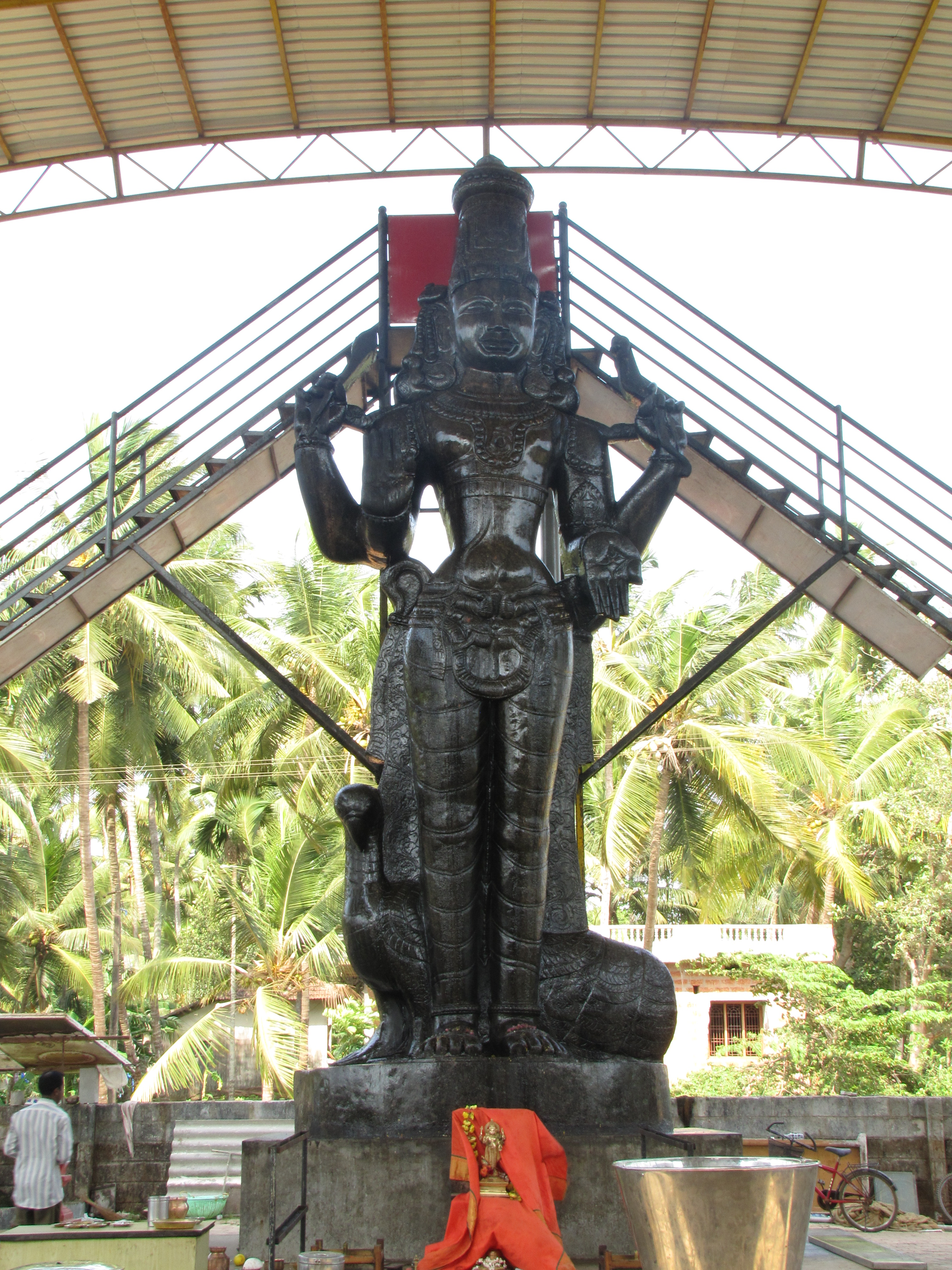
카르나타카주 우두피의 반난제에 있는 샤니상

2013년, 하이데라바드 시에서 약 40km 떨어진 텔랑가나주 메다크구 상가레디 만달의 예르다누르에 20피트 높이의 샤니 신상이 세워졌다. 이 상은 단일체에서 조각되었으며 약 9톤의 무게가 나간다.

## 만트라 번역
샤니의 만트라는 산스크리트어와 영어로 여기에 묘사되어 있다:
산스크리트어: ॐ काकध्वजाय विद्महे खड्ग हस्ताय धीमहि तन्नो मंदः प्रचोदयात् ।
음역: "Om kākadhvajāya vidmahe khaḍgahastāya dhīmahi tanno mandaḥ pracodayāt.
번역: 옴, 깃발에 까마귀를 가진 그에게 명상하게 하소서, 오, 손에 검을 든 그대여, 나에게 더 높은 지성을 주소서, 그리고 사네스와라가 나의 마음을 비추게 하소서.
산스크리트어: ॐ नीलांजन समाभासं रविपुत्रं यमाग्रजम् छाया मार्तांड संभूतं त्वां नमामि शनीश्वरम् ।
음역: "Om nīlāñjana samābhāsaṁ raviputraṁ yamāgrajam chāyā mārtāṇḍa saṁbhūtaṁ tvāṁ namāmi śanaiścharam"
번역: 오 주여, 당신은 푸른 사파이어와 같으며 푸른 사파이어를 칭송하시며, 당신은 수리야 신의 아들이며 야마라자 신의 형제입니다. 당신은 수리야 신과 차야 여신의 아들이시니, 저는 토성의 신이신 당신께 절합니다.

## 헌정의 날
토요일에는 샤니 신에게 숭배를 드려야 악에서 벗어나고 삶의 고난을 줄일 수 있다고 믿어진다. 샤니 신은 대가를 바라지 않고 기꺼이 자발적으로 가난한 사람들에게 기부하는 자들을 축복하기 때문이다.

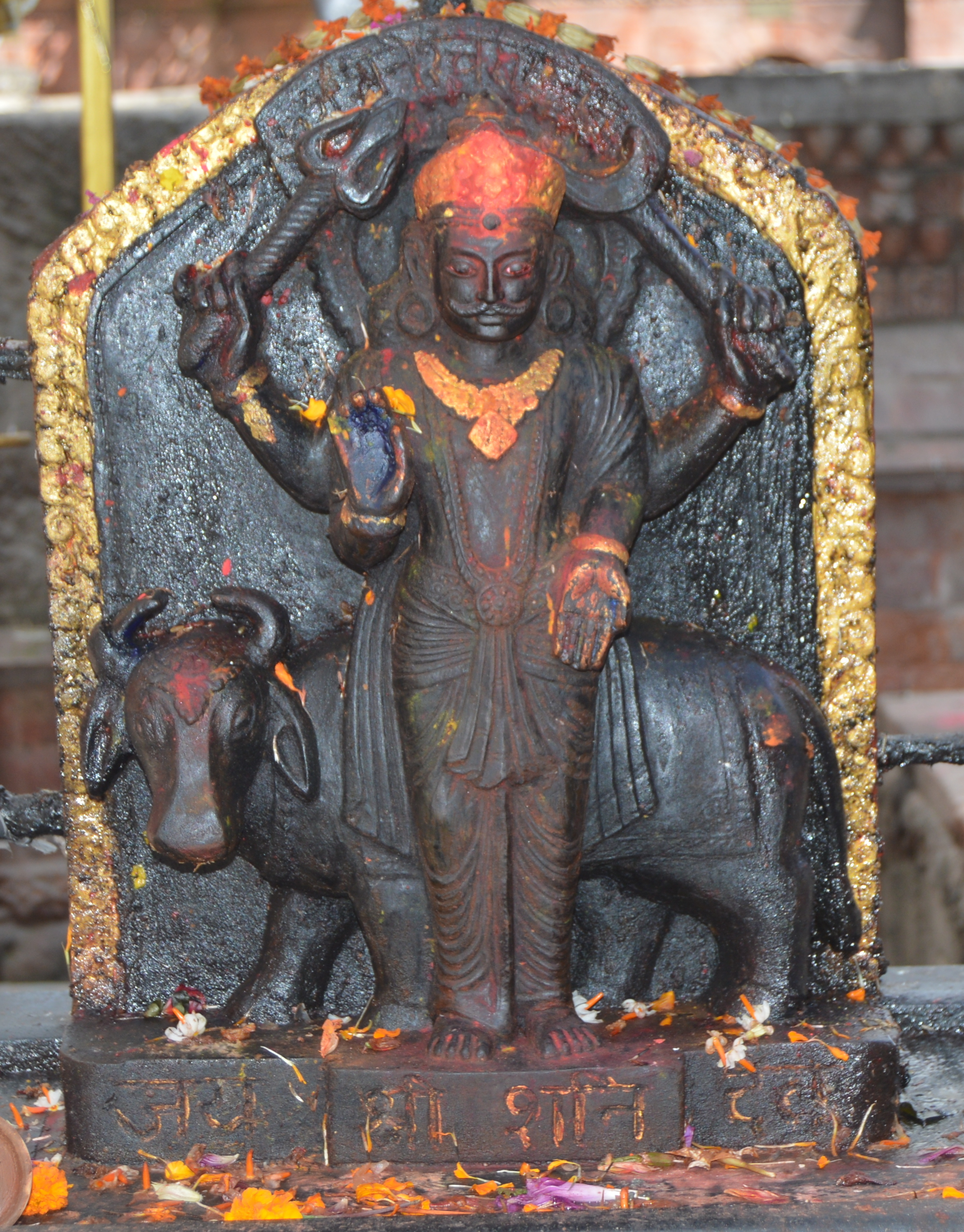
낙살 바가바티 사원의 샤니상

샤니 푸자는 보통 샤니 신의 악영향으로부터 자신을 보호하기 위해 행해진다.

## 인도 전역의 샤니 사원

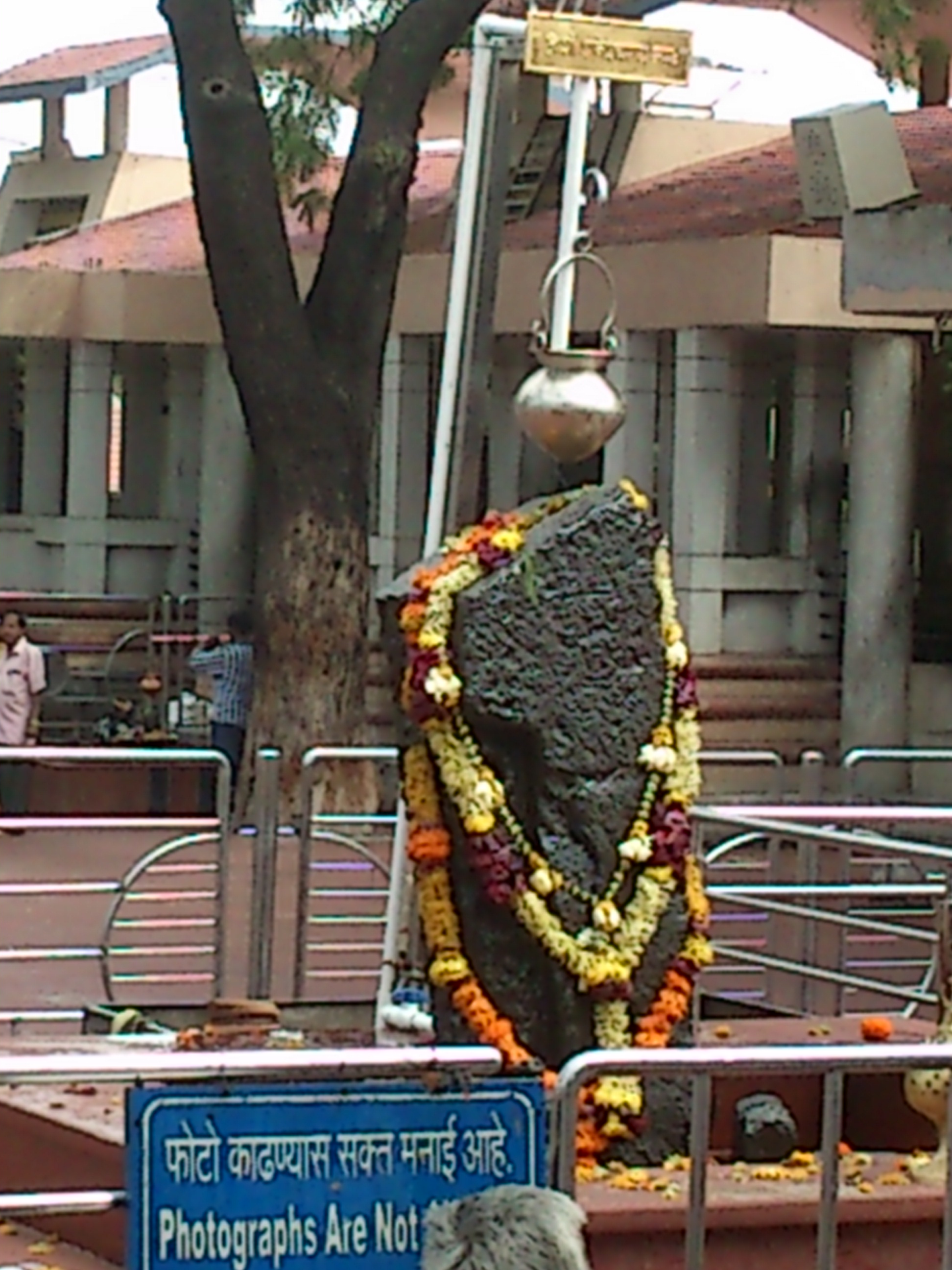
싱나푸르 샤니 사원의 샤니 데브 비그라하

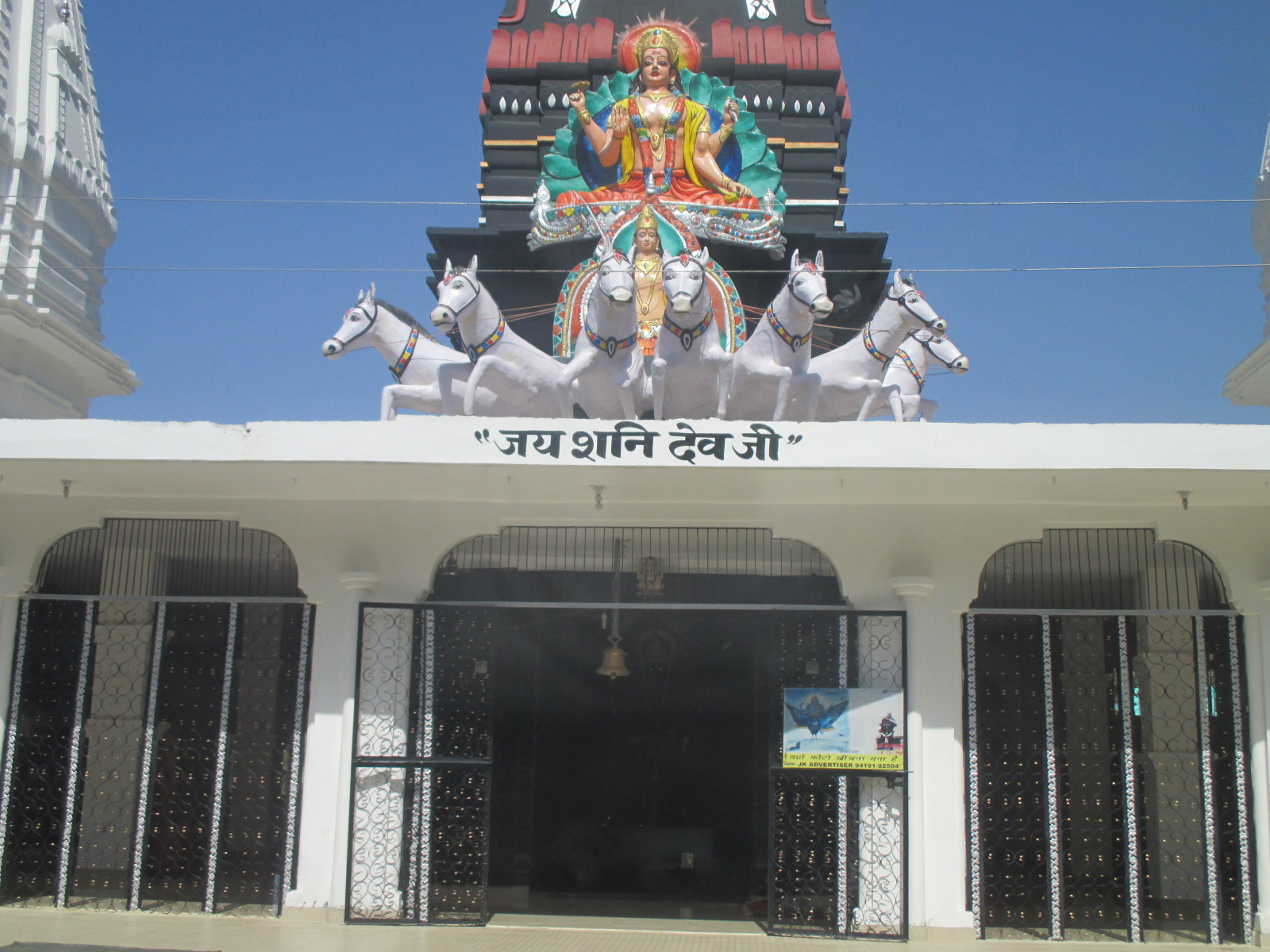
잠무에 있는 샤니 사원 입구

샤니 사원은 마하라슈트라주, 마디아프라데시주, 하리아나주, 푸두체리, 타밀나두주, 카르나타카주, 서벵골주, 안드라프라데시주와 같이 인구가 밀집된 인도 지역에서 발견된다. 특히 샤니 싱나푸르 담은 샤니와 관련된 유명한 성지이다. 샤니 싱간나푸르 또는 싱나푸르는 인도 마하라슈트라주의 마을이다. 아마드나가르 지역 네바사 탈루카에 위치한 이 마을은 인기 있는 샤니 사원으로 유명하다. 싱나푸르는 아마드나가르 시에서 35km 떨어져 있다.
샤니 사원보다 더 흔한 것은 신과 관련된 예술 작품이며, 이는 시바파와 주로 관련되어 힌두교 내의 다양한 전통의 모든 유형의 사원에서 발견된다. 특히 토요일에 샤니에게 기도하는 인기는 수년 동안 점차 증가했다.

## 추가 자료
- Pingree, David (1973). 《The Mesopotamian Origin of Early Indian Mathematical Astronomy》. 《Journal for the History of Astronomy》 4 (SAGE). 1–12쪽. Bibcode:1973JHA.....4....1P. doi:10.1177/002182867300400102. S2CID 125228353.
- Pingree, David (1981). 《Jyotihśāstra : Astral and Mathematical Literature》. Otto Harrassowitz. ISBN 978-3-447-02165-4.
- Ohashi, Yukio (1999).  Andersen, Johannes, 편집. 《Highlights of Astronomy, Volume 11B》. Springer Science. ISBN 978-0-7923-5556-4.